# Gamesa (IMOCA)
Gamesa  est un voilier monocoque de course au large à dérives droites, appartenant à la classe des 60 pieds IMOCA, mis à l'eau en 2007 sous le nom d'Ecover 3. Fruit de l'expérience du cabinet d'architecte Owen Clarke Design et du skipper britannique Mike Golding, ce voilier a subi une importante refonte en 2011 avant le Vendée Globe 2012-2013.
À son bord, Mike Golding a notamment terminé sixième du Vendée Globe 2012-2013, cinquième de la Transat Jacques-Vabre 2007 et troisième en 2009. Il a connu plusieurs importantes avaries, notamment trois démâtages, dont un durant le Vendée Globe 2008-2009 alors qu'il était en tête au sud de l'Australie.
Barré par l'Irlandais Enda O'Coineen entre 2015 et 2017, il participe au Vendée Globe 2016-2017 sous le nom de Kilcullen Voyager. Près des côtes néo-zélandaises, une panne du pilote automatique provoque un double empannage inopiné entraînant un démâtage. Barré par Arnaud Boissières, il participe au Vendée Globe 2020-2021 sous le nom de La Mie câline-Artisans Artipôle. Barré par Rodolphe Sepho, il participe à la Route du Rhum 2022, sous le nom de Rêve de large-Région Guadeloupe.
Depuis 2023, il est aux mains de Fabrice Amedeo, portant successivement les noms de Nexans-Art & Fenêtres, deuxième du nom, de Nexans-Wewise et, depuis 2025, de FDJ United-Wewise.

## Conception et caractéristiques
Le 5 septembre 2006, au lendemain de l'annonce de la prolongation de son partenariat avec la société Ecover, le skipper britannique Mike Golding, champion du monde IMOCA en 2004 et 2005, révèle la construction d'un nouveau 60 pieds, dont la conception est confiée au cabinet Owen Clarke Design et à Clay Oliver, concepteur de Team New Zealand.
Plutôt qu'une évolution d'Ecover 2, le précédent bateau de Mike Golding déjà dessiné par Owen Clarke et considéré, notamment par l'architecte Guillaume Verdier, comme le meilleur bateau de l'époque, il est décidé de partir sur une conception totalement nouvelle. Pour l'architecte Merfyn Owen, il s'agit « d'une révision complète basée sur tout le travail que nous avons fait jusqu’à présent. Nous rechercherons de nouvelles techniques d’ingénierie, de nouvelles dynamiques, des quilles et des safrans alternatifs, le tout sera un bateau complètement nouveau qui partira des principes de base ». L'idée principale des architectes est de concevoir un bateau polyvalent, en mesure de participer à des courses en solitaire comme en équipage, à des courses au large comme à des régates côtières et surtout plus puissant pour le même poids qu'Ecover 2, soit environ 8,5 tonnes. Le bateau doit être rapide en vitesse pure mais également en ergonomie, afin de ne pas fatiguer le skipper, rappelle Owen.

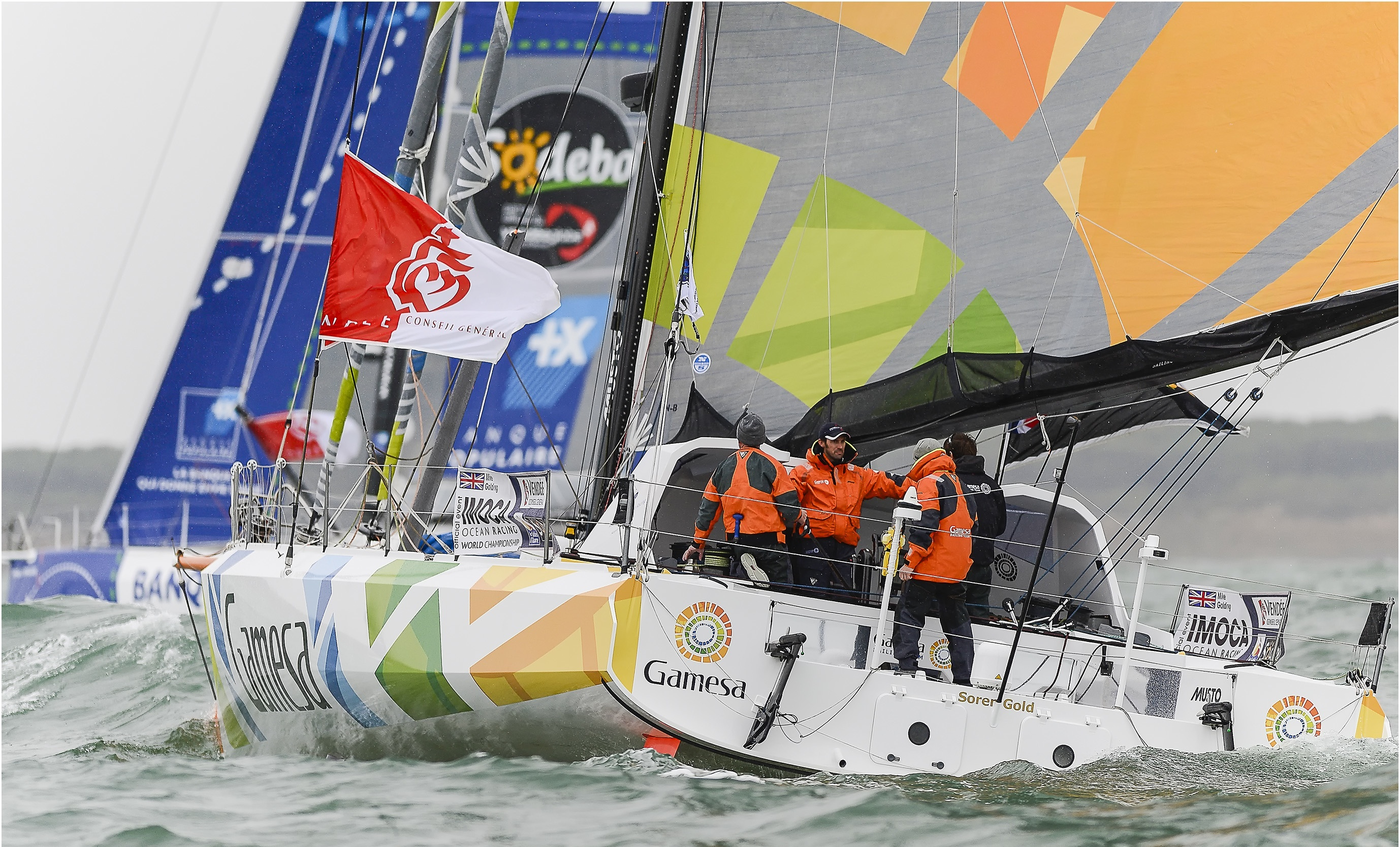
Gamesa au départ du Vendée Globe 2012-2013. Le dispositif « Platex » déployé est visible en noir, sur toute la courbure de coque, entre les safrans et le tableau arrière.

Pour y parvenir, les concepteurs font le choix d'un mât classique rotatif, plus long de deux mètres et d'un bulbe de quille plus lourd, alors que la structure de la coque et du gréement est allégée par rapport au précédent Ecover. Owen reprend le concept des bouchains développés par Marc Lombard en 2004 et devenus depuis la norme. Pour Clay Oliver, cela permet d'augmenter artificiellement la surface de la carène tout en l'allégeant et en limitant la largeur, et le profil plat permet de gagner en hydrodynamisme. Cette légèreté est compensée par un très important volume de ballasts : les dix ballasts permettent d'alourdir le bateau de 10 tonnes. Mike Golding fait le choix de safrans fixes suspendus sous la jupe d'Ecover plutôt que les safrans rétractables fixés au tableau arrière par crainte d'une rétraction inopinée du safran conducteur. Ces safrans sont dirigés par deux barres à roue. Cette configuration sera remplacée par une barre franche à l'occasion de profonds changements dans le cockpit en 2011, dans le but de protéger le skipper des embruns,.
Le tableau arrière dispose d'un compensateur permettant de régler l'équilibre avant-arrière du bateau, voire l'équilibre tribord-bâbord. Cette plaque verticale en carbone, appelée « platex » par Merfyn Owen, développe une poussée verticale, avec pour conséquence de soulever l'étrave et d'asseoir la proue dans la vague, rendant le bateau plus facile à gouverner, ou inversement par mer calme, tout en évitant de l'alourdir en remplissant les ballasts, selon une idée similaire développée par Bruce Farr sur Gitana Eighty et Paprec-Virbac 2. Selon Owen, Ecover 3 est 20% plus puissant qu'Ecover 2.
Le chantier est confié à Paul Hakes, à Wellington, en Nouvelle-Zélande. En raison de modifications de dernières minutes, la livraison a trois semaines de retard, entraînant l'abandon des essais prévus à Auckland avant le départ pour l'Europe au début du mois d'août 2007. Installé pour quelques jours sur l'ancienne base du défi Alinghi, Mike Golding effectue dans la capitale économique néo-zélandaise les tests réglementaire de redressement à 180° et 90°.
Durant l'été 2011, le voilier subit une importante refonte dans le chantier de Green Marine, près de Southampton, dans le but explicite de remporter le Vendée Globe 2012-2013. Le mât rotatif, qui a cédé deux fois, est remplacé par un mât classique fixe, plus fiable que les autres types de gréement. Le complexe et lourd système des barres à roue est remplacé par une barre franche en Y, plus simple, plus légère et plus adaptée à la navigation en solitaire. Le nouveau poste de barre est abrité sous une nouvelle casquette de rouf. Le rail d'écoute de grand-voile est également avancé pour mieux équilibrer et centrer les poids, tout en assurant une meilleure protection du skipper. L'ensemble des modifications a permis de réduire le déplacement du 60 pieds de près de 300 kg.

## Historique

### 2007-2013: Mike Golding
Après son transfert de Nouvelle-Zélande au Royaume-Uni en cargo, Ecover 3 est baptisé le 17 septembre 2007 par sa marraine, la princesse Anne, à l'occasion du salon nautique de Southampton. Mike Golding embarque son voilier Bruno Dubois (North Sails) pour la Transat Jacques-Vabre 2007. Longtemps en tête, le duo voit ses poursuivants revenir en raison d'un problème de moteur (nécessaire à la production de l'énergie à bord) et d'un mauvais passage du pot au noir et Ecover 3 arrive finalement cinquième au Brésil,. Dans le but de valider sa participation au Vendée Globe 2008-2009, Mike Golding prend le départ de la Transat B to B, la transat « retour », mais est contraint à l'abandon en raison de nouveaux problèmes de moteur.
En raison de fissures apparues sur le voile de quille d'Ecover 3, Mike Golding fait usiner une nouvelle quille en carbone chez JMV Industries à Cherbourg mais doit renoncer à la Transat anglaise 2008. Trois semaines après sa remise à l'eau, Ecover 3 termine à la septième et dernière place du Record SNSM mais remporte le tour de l'île de Wight quelques jours plus tard. Au cours de l'été 2008, Mike Golding effectue plusieurs entraînements communs avec Dee Caffari dont le 60 pieds Aviva est le sister-ship d'Ecover 3. Il termine également troisième de l'Artemis Challenge, couru pendant la Semaine de Cowes.
Fort de son expérience et de la puissance de son bateau, Mike Golding est l'un des outsiders du Vendée Globe 2008-2009. Auteur d'un début de course prudent, il prend la tête le 16 décembre mais démâte quelques heures plus tard, environ 900 milles au sud du cap Leeuwin. Rapatrié en Europe, il entre en chantier à Gosport, près de Portsmouth, jusqu'à la fin août 2009. Conséquence du démâtage, le gréement est entièrement revu et d'importantes réparations sont effectuées autour du cockpit et du rouf[réf. souhaitée]. La quille a également été dotée d'une nouvelle tête par JMV Industries.
À la suite du retrait d'Ecover du circuit IMOCA en faveur de l'Extreme 40, Mike Golding prend le départ de la Transat Jacques-Vabre 2009 sans sponsor. Il embarque avec lui l'Espagnol Javier Sansó. Handicapé par des problèmes d'électronique dès le début de la course, Mike Golding Yacht Racing se maintient en deuxième place derrière Safran jusqu'à la mi-course avant de la céder à Groupe Bel. Il arrive en troisième position à Puerto Limon, au Costa-Rica, derrière les deux plans Guillaume Verdier / VPLP.

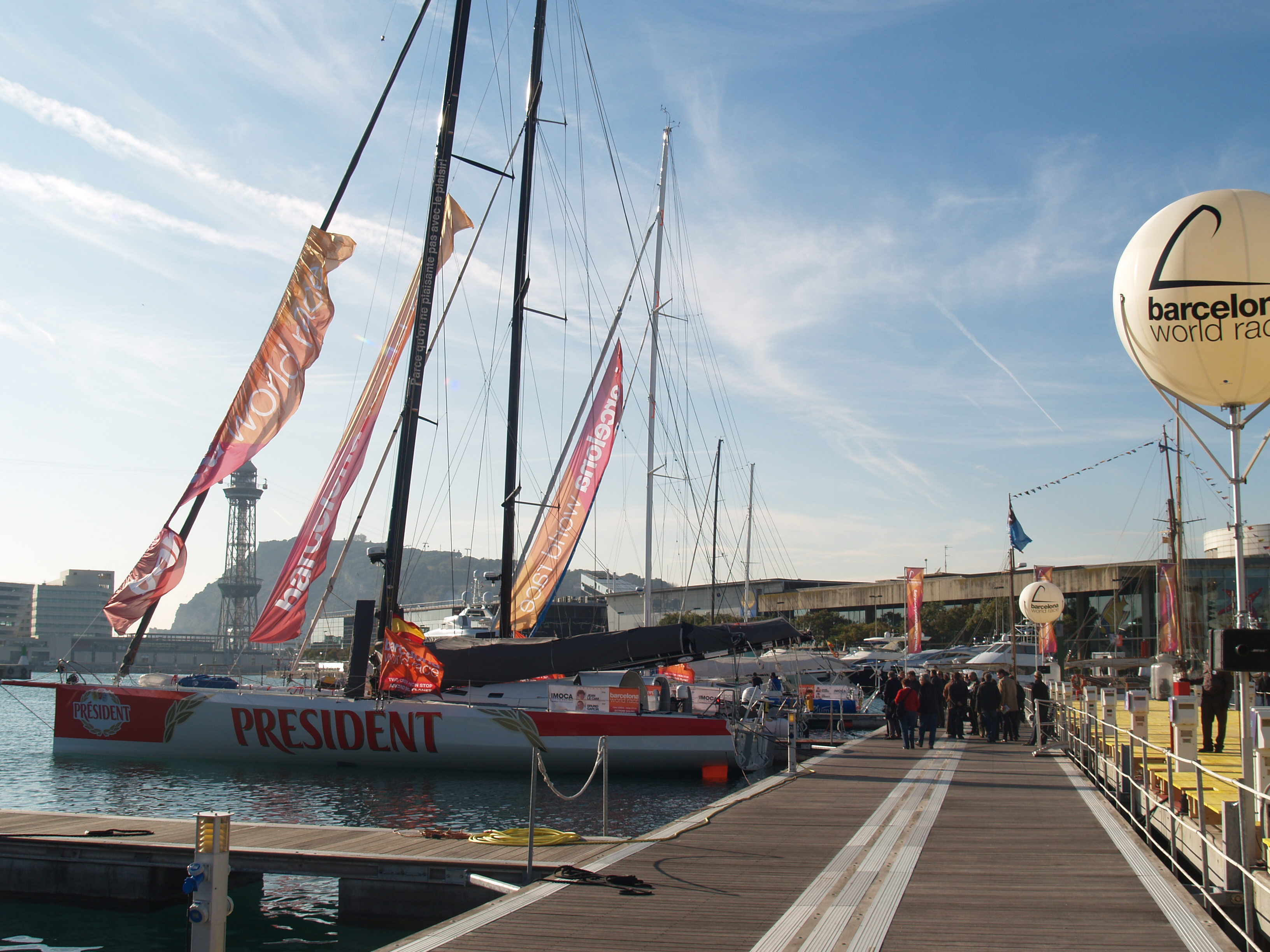
Président au départ de la Barcelona World Race 2010-2011.

En raison du mauvais temps sur le retour de l'Amérique centrale, Mike Golding fait escale à Cascais, au Portugal, où le 60 pieds reste plusieurs mois. Après sa remise à l'eau à la suite d'un léger chantier d'hiver, Mike Golding Racing remporte le tour de l'île de Wight lors de la Semaine de Cowes 2010. Peinant toujours à trouver un partenaire financier, Mike Golding loue son 60 pieds à Jean Le Cam, pour la Barcelona World Race 2010-2011, dont il prend le départ le 31 décembre 2010 avec Bruno Garcia, sous les couleurs de Président. Président démâte dès le onzième jour de course, après avoir enfourné dans une vague,.
Après près de deux années de recherches de sponsors en raison de la crise économique, Mike Golding reçoit en juin 2011 le soutien de l'entreprise espagnole Gamesa pour le Vendée Globe 2012-2013,. Dès le mois de juillet, le 60 pieds entre en chantier chez Green Marine, près de Southampton pour une importante refonte pour l'alléger et spécifiquement destiné à la course en solitaire. Le cockpit est entièrement réaménagé. Gamesa est remis à l'eau le 13 septembre 2011 puis rebaptisé par la Princesse Anne.

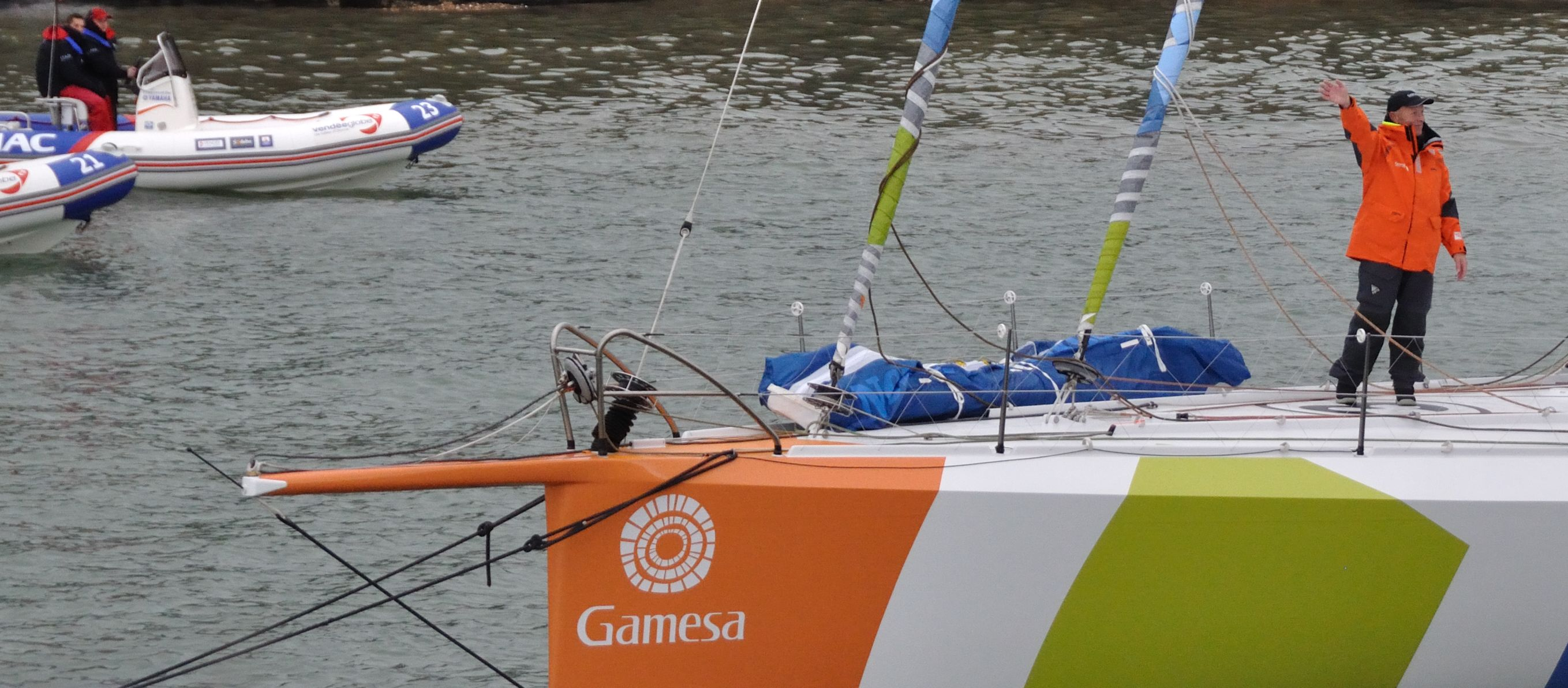
Gamesa et Mike Golding au départ du Vendée Globe 2012-2013.

Gamesa participe à la Transat Jacques-Vabre 2011, skippé par Mike Golding et Bruno Dubois. Pour sa septième participation en sept édition – un record –, Mike Golding est aux avant-postes de la course pendant la première moitié de l'épreuve, en troisième position derrière Macif et Banque populaire. En raison d'un problème de communication les empêchant d'avoir accès aux fichiers météo pour affiner leur routage, les deux skippers font le choix radical de plonger vers le sud de la flotte en espérant contourner une zone de vents faibles. Golding termine à la neuvième et dernière place, tout en se montrant satisfait des modifications apportées au cours de l'été. Cette satisfaction est renforcée par la quatrième place obtenue dans la Transat B to B, courue vers l'Europe dans des conditions si mauvaises que l'épreuve a dû être écourtée au large du Portugal par la direction de course.
Les premiers mois de l'année 2012 sont consacrés à l'entraînement avant le Vendée Globe 2012-2013. C'est au cours de l'un de ces entraînements dans le Solent que le nouveau mât de Gamesa tombe, en raison de « l'explosion d'un enrouleur ». Les très légères conditions dans lesquelles ce démâtage a lieu permet à l'équipage de récupérer le gréement, qui n'a fait que des dégâts cosmétiques au pont du 60 pieds. S'il ne peut prendre le départ de l'Europa Warm'Up à Barcelone, Mike Golding remporte une seconde fois l'Artemis Challenge en IMOCA le 16 août 2012.

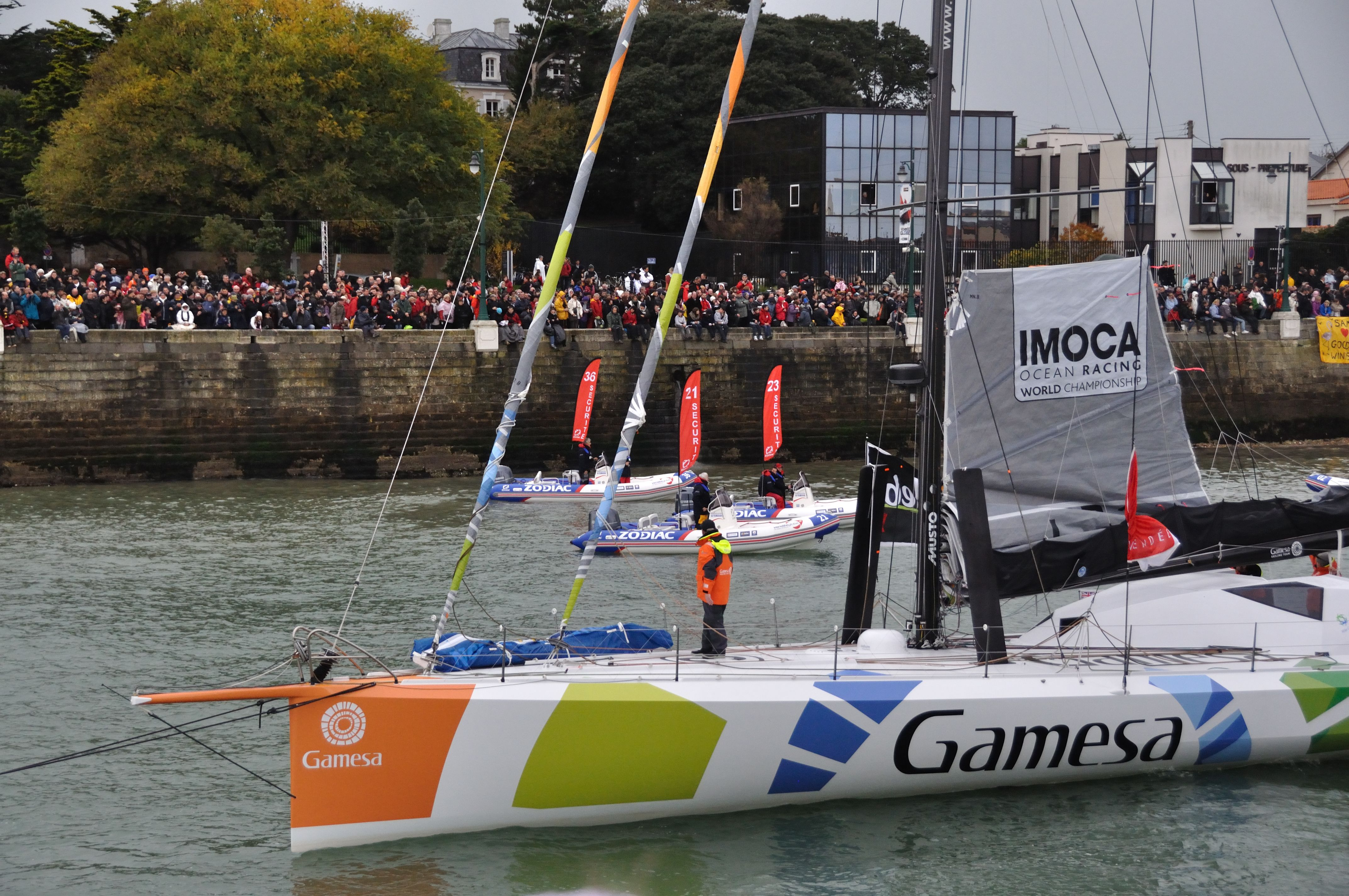
Gamesa au départ du Vendée Globe 2012-2013.

Golding aborde le tour du monde en solitaire en position d'outsider mais avec la ferme volonté de remporter l'épreuve. En milieu de peloton dès le début de la course derrière les bateaux plus récents, Golding est aux prises avec Jean Le Cam jusqu'aux Sables-d'Olonne pour la cinquième place. Dans la remontée de l'Atlantique, Gamesa rencontre des problèmes de quilles et de ballasts, empêchant Golding de revenir sur Le Cam, lequel arrive cinquième en Vendée, six heures avant le Britannique.

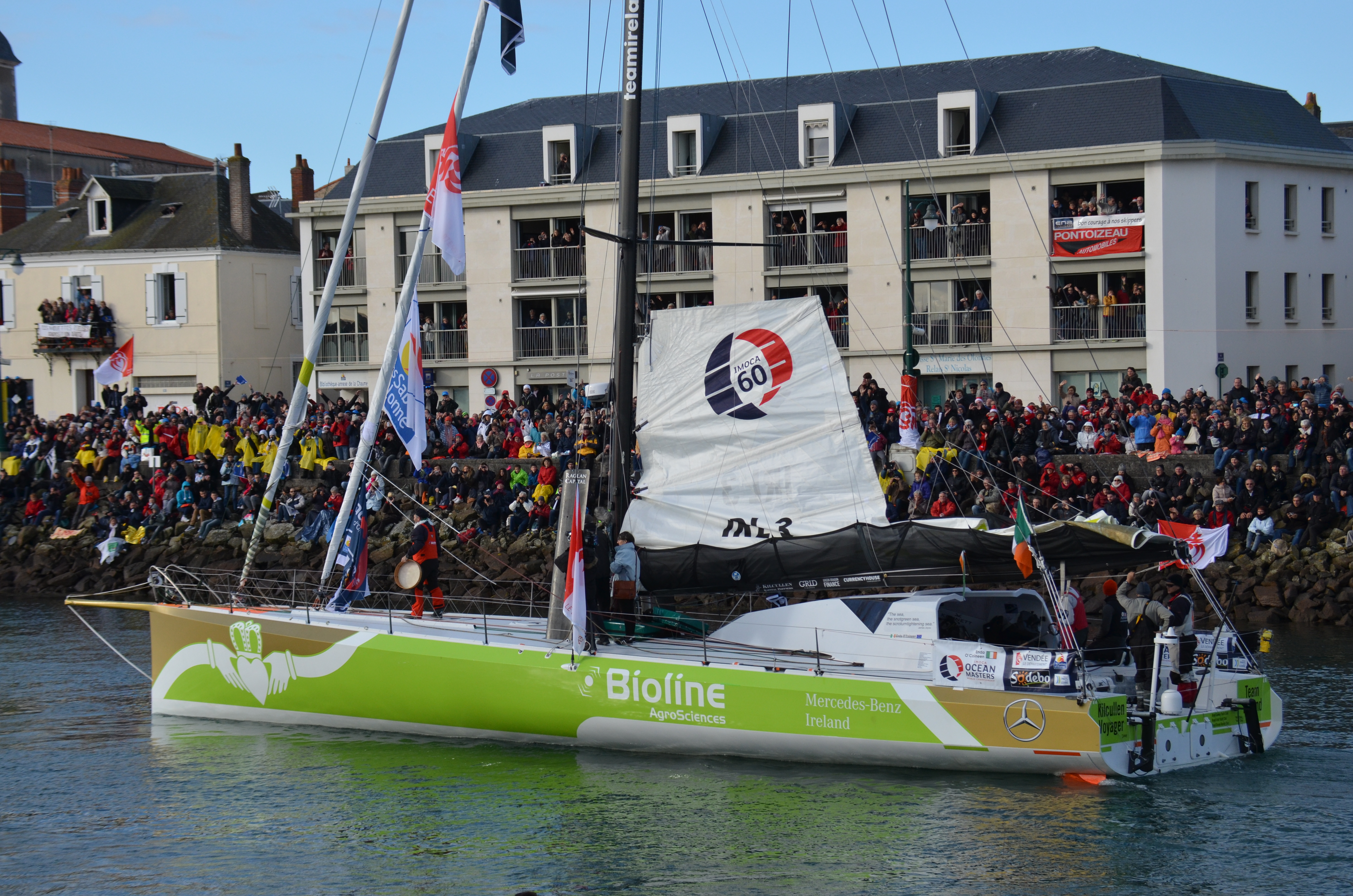
Enda O'Coineen, à bord de Kilcullen Voyager-Team Ireland, descend le chenal des Sables-d'Olonne avant le départ du Vendée Globe 2016-2017.

Quelques semaines après cette sixième place, Gamesa est mise en vente chez Owen Clarke en raison de la non reconduction du contrat entre Mike Golding et son sponsor.

### 2015-2017: Enda O'Coineen
Revendu en avril 2015 au millionnaire irlandais Enda O'Coineen,, le bateau va devenir Kilcullen Voyager, puis Currency House Kilcullen, puis Team Ireland et enfin Kilcullen Voyager-Team Ireland. Il participe à plusieurs courses dans les Îles britanniques, dont la Fastnet Race, où il termine huitième. Malgré un départ retardé pour soucis techniques, O'Coineen termine à la troisième place de la Transat Saint-Barthélemy-Port-la-Forêt. Il abandonne le Vendée Globe 2016-2017 à la suite d'un démâtage survenu au sud de la Nouvelle-Zélande.

### 2017-2021. Arnaud Boissières
Arnaud Boissières rachète le bateau en 2017 avec pour objectif un 4e Vendée Globe en 2020. Ses deux partenaires du Vendée Globe précédent le suivent dans cette nouvelle aventure : La Mie Câline et Artipôle. Le bateau entre directement en chantier dans l'écurie Mer Agitée de Michel Desjoyeaux pour moderniser le bateau, avec notamment la pose de foils, d'un nouveau gréement reculé d'un mètre et une modification complète du système de safran (passage à des safrans suspendus). Le roof profitera également d'un refit afin de mieux protéger le skipper. il participe à la Route du Rhum 2018 et termine 9e. En 2019 le bateau prend part à la transat Jacques Vabre avec à son bord Arnaud Boissières et Xavier Macaire. il termine 18e.
En 2020, le bateau prend part à la dernière course préparatoire au Vendée Globe 2020, la Vendée-Arctique-Les Sables qu'il finit 14e.
Du 8 novembre 2020 au 11 février 2021 le bateau boucle son 4e Vendée Globe en 94 jours.
Le 14 octobre 2021, Arnaud Boissières annonce la vente du bateau à Rodolphe Sepho. Les deux hommes son coéquipiers dans la Transat Jacques-Vabre. Il terminent 16es sur 22 Imoca.

### 2022. Rodolphe Sepho
Pris en main par Rodolphe Sepho, La Mie câline-Artisans Artipôle devient Rêve de large 3-Région Guadeloupe. Dans la Route du Rhum 2022, il termine 32e sur 38 Imoca.

### Depuis 2023. Fabrice Amedeo

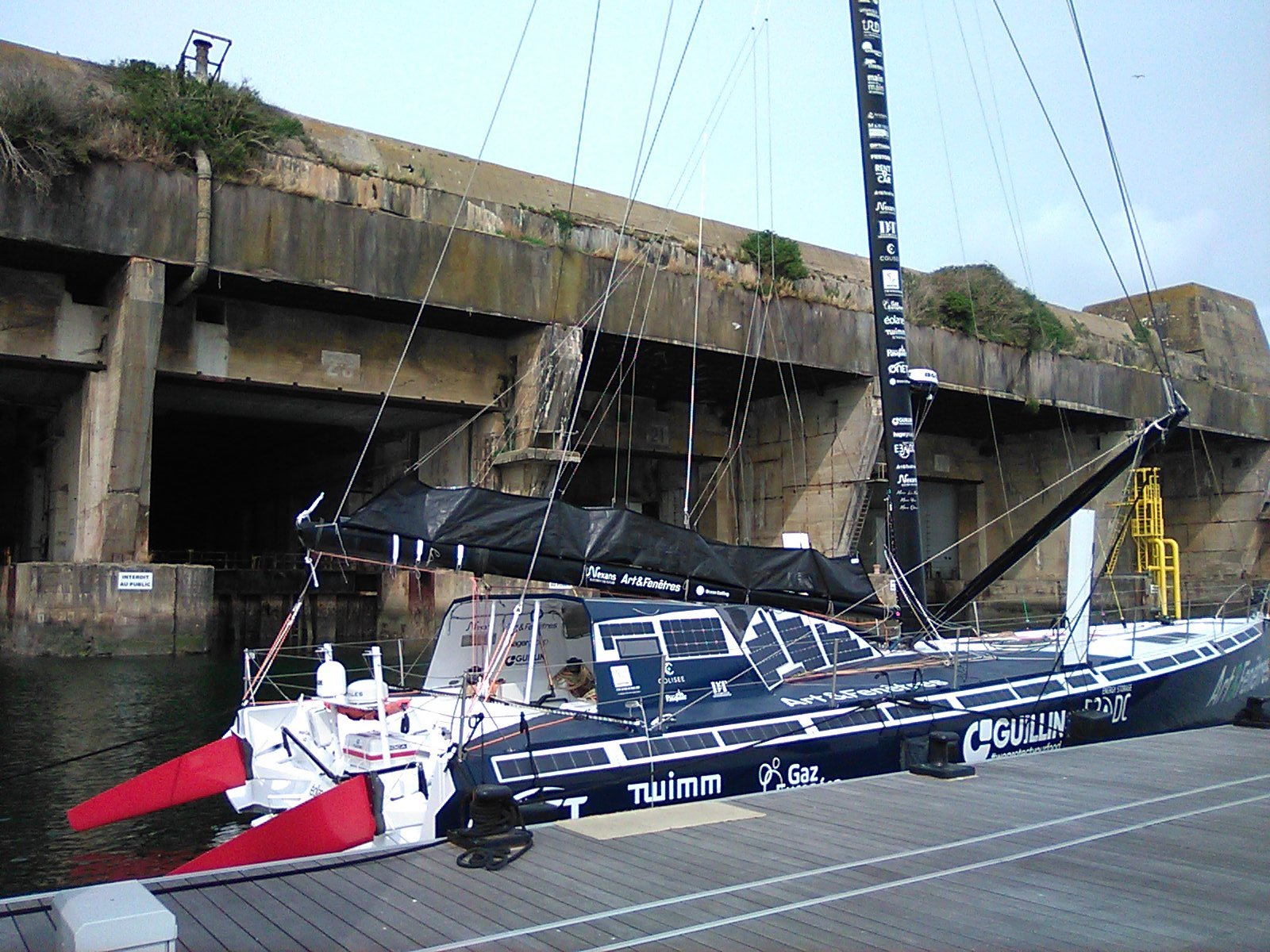
Nexans-Art & Fenêtres, deuxième du nom, à Lorient.

Le 11 janvier 2023, Fabrice Amedeo, qui a perdu son Nexans-Art & Fenêtres, premier du nom, dans la Route du Rhum 2022, achète le bateau. Un foil est cassé. Amedeo estime qu'il va être « plus cohérent et moins cher » de revenir à des dérives droites que de remplacer le foil ou d'en acheter une nouvelle paire. Il fait alléger le bateau, et transformer les ballasts pour les rendre plus performants. Il veut un Imoca « léger, fiable, simple ». L'électronique est changée, de même que les pilotes automatiques. Le bateau est recouvert de 15 m2 de panneaux solaires. Comme son prédécesseur, il va être un « bateau laboratoire » : il est équipé d'un capteur de CO2 , de salinité et de température, d'un capteur de microplastiques et d'un capteur d'ADN environnemental. Le 12 juillet 2023, il est mis à l'eau, et devient Nexans-Art & Fenêtres, deuxième du nom.

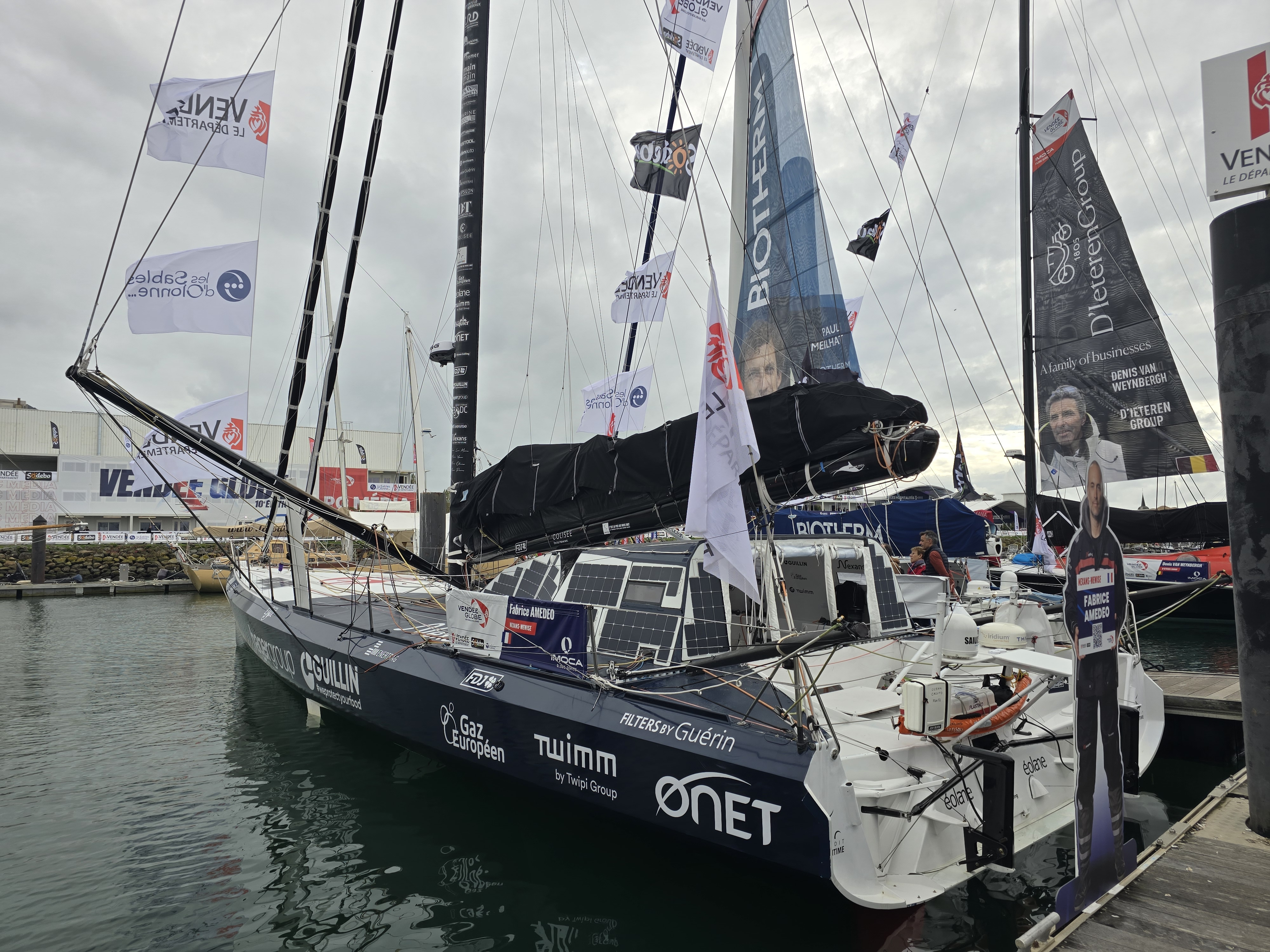
Nexans-Wewise aux Sables-d'Olonne, avant le départ du Vendée Globe 2024-2025.

En novembre, dans la Transat Jacques-Vabre, mené par Amedeo et Andreas Baden, il termine 28e sur 40 Imoca. En décembre, dans le Retour à la Base, course en solitaire Fort-de-France-Lorient, Amedeo se classe 27e sur 32.
En 2024, le bateau devient Nexans-Wewise. En mai, il est 23e sur 33 Imoca dans The Transat.
En mars 2025, il finit 32e sur 40 du Vendée Globe. En avril, FDJ United, jusque-là partenaire secondaire d'Amedeo, annonce qu'il prolonge son engagement auprès du skipper jusqu'au Vendée Globe 2028. L'entreprise devient co-namer du bateau, au côté de Wewise. À compter du 1er juin, le bateau prend le nom de FDJ United-Wewise. Il participe à la Course des caps, tour des îles Anglo-Celtes en équipage dont le départ est donné le 29 juin. Amedeo prend à son bord Andreas Baden, Camille Étienne et Martín Amescua Ruiz.

## Palmarès

### 2007-2009:Ecover 3– Mike Golding
- 2007 :
  - 5e Transat Jacques-Vabre, en double avec Bruno Dubois, en 17 jours 16 heures et 10 minutes
  - abandon dans la Transat B to B. Problèmes d'alimentation électrique.
- 2008 :
  - 7e du Record SNSM, en 1 jour, 13 heures et 36 minutes
  - vainqueur du Tour de l'Île de Wight, en 4 heures, 27 minutes et 55 secondes
  - 3e de l'Artemis Challenge de la Semaine de Cowes
  - abandon dans le Vendée Globe. Démâtage.

### 2009-2010:Mike Golding Yacht Racing– Mike Golding
- 2009 : 3e Transat Jacques-Vabre, en double avec Javier Sansó, en 17 jours 1 heure 29 minutes et 38 secondes
- 2010 : vainqueur de l'Artemis Challenge de la Semaine de Cowes

### 2010-2011:Président– Jean Le Cam et Bruno Garcia
- 2011 : abandon dans la Barcelona World Race 2010-2011. Démâtage.

### 2011-2013:Gamesa– Mike Golding
- 2011 :
  - 9e de la Transat Jacques Vabre 2011, en double avec Bruno Dubois, en 17 jours, 21 heures, 42 minutes et 10 secondes
  - 4e de la Transat B to B en 9 jours, 18 heures et 58 minutes
- 2012 : vainqueur de l'Artemis Challenge de la Semaine de Cowes
- 2013 :
  - 6e du Vendée Globe, en 88 jours, 6 heures, 36 minutes et 26 secondes

### 2015-2017:Kilcullen Voyager– Enda O'Coineen
- 2015 :
  - 8e de la Fastnet Race, en double avec David Kenefick, en 3 jours, 7 heures et 46 minutes
  - 3e de la Transat Saint Barth-Port la Forêt, en 13 jours, 22 heures, 19 minutes et 55 secondes
- 2017 :
  - abandon dans le Vendée Globe. Démâtage.

### 2018-2021:La Mie Câline artisans Artipole– Arnaud Boissières
- 2018 : 9e de la Route du Rhum 2018
- 2019 : 18e de la Transat Jacques Vabre en double avec Xavier Macaire
- 2021 :
  - 15e du Vendée Globe 2020-2021
  - 16e sur 22 Imoca dans la Transat Jacques Vabre, en double avec Rodolphe Sepho[45]

### Rêve delarge 3-Région Guadeloupe— Rodolphe Sepho
32e sur 38 Imoca dans la Route du Rhum

### Nexans-Art et Fenêtres– Fabrice Amedeo
2023 :
- 28e sur 40 Imoca dans la Transat Jacques-Vabre, en double avec Andreas Baden, en 16 j 21 h 52 min 40 s[49]
- 27e sur 32 dans le Retour à la Base en 12 j 15 h 4 min 46 s[50]

### Nexans-Wewise– Fabrice Amedeo
- 2024. 23e sur 33 Imoca dans The Transat, en 12 j 2 h 8 min 52 s[51]
- 2025. 32e sur 40 dans le Vendée Globe, en 114 j 1 h 58 min 49 s[52]